# Kwiatowiec Kretsera
Kwiatowiec Kretsera (Malpulutta kretseri) – słodkowodna ryba z rodziny guramiowatych. Jedyny przedstawiciel rodzaju Malpulutta. 
Hodowana w akwariach. Nazwana od nazwiska De Kretser, prawnika, który odkrył ją w 1937. Sprowadzona do Europy na początku lat 60. XX w. Obecnie jest gatunkiem zagrożonym.
Występowanie: południowo-zachodnia Sri Lanka.

## Opis
Ryba spokojna, płochliwa. Może być hodowana z innymi towarzyskimi gatunkami. Wymaga zbiornika gęsto obsadzonego roślinami, również pływającymi, rozpraszającymi światło, z licznymi kryjówkami wśród korzeni i kamieni. Wskazane ciemne podłoże. Konieczne przykrycie zbiornika, kwiatowiec Kretsera potrafi wyskoczyć ponad powierzchnię wody. Dorasta do ok. 9 cm długości (samce).
Dymorfizm płciowy: dorosłe samce mają dłuższą płetwę ogonową, są większe od samic i intensywniej ubarwione. Doprowadzenie do rozrodu w warunkach hodowlanych nie jest łatwe.
| Zalecane warunki w akwarium | Zalecane warunki w akwarium        |
| --------------------------- | ---------------------------------- |
| Zbiornik                    | średni                             |
| Temperatura wody            | 25 – 27°C                          |
| Twardość wody               | miękka do średnio twardej 5 – 12°n |
| Skala pH                    | 5,5 – 7,3                          |
| Pokarm                      | głównie żywy i mrożony             |